# Adidas Europass

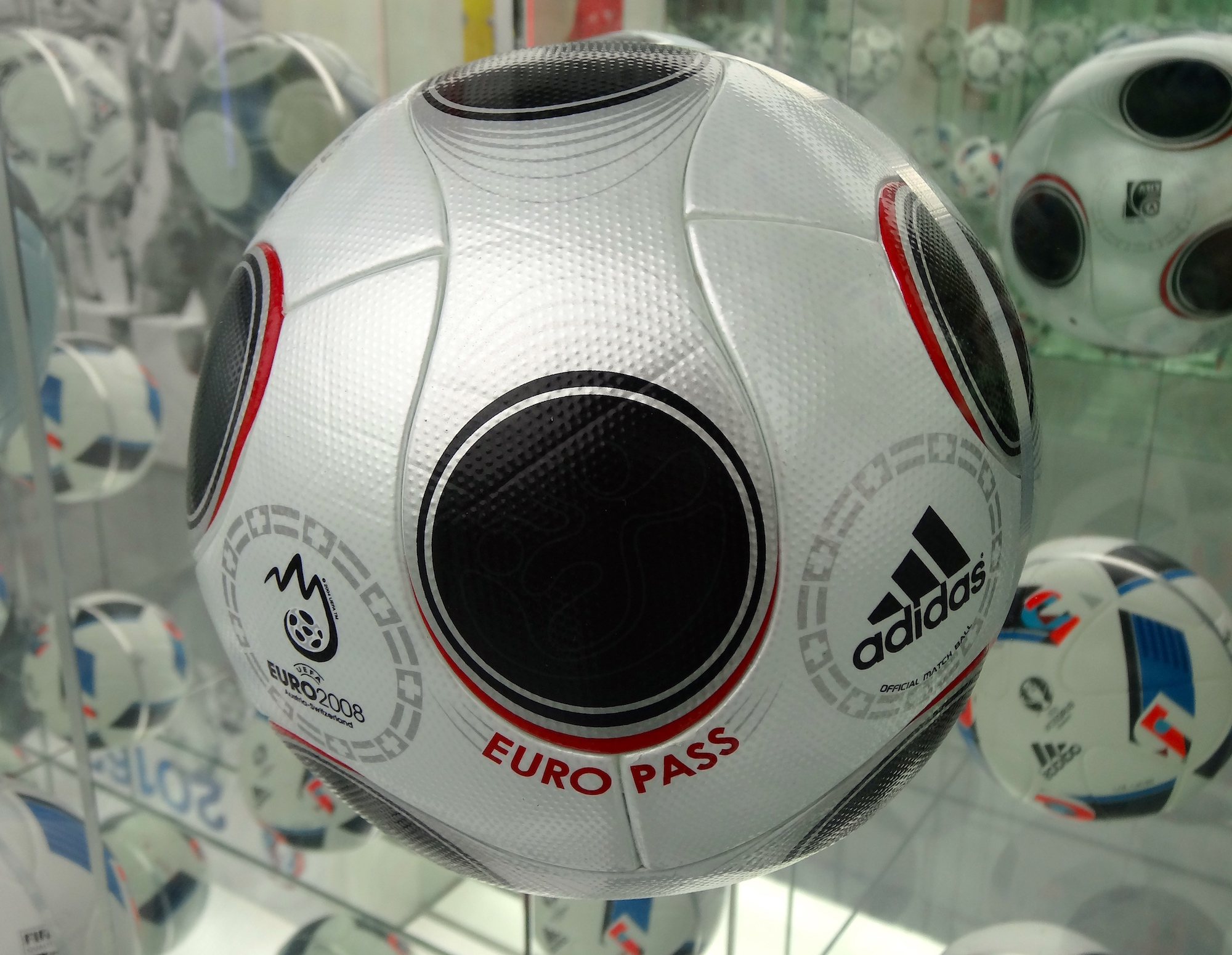

Europass — модель футбольного мяча, являющаяся официальной для Чемпионата Европы по футболу 2008; разработана компанией Adidas. Различные модификации этого мяча также являлись официальными для других матчей высшего уровня (Финал Лиги чемпионов УЕФА 2008 и другие).

## Дизайн
Дизайн мяча символизирует страны, принимающие данный чемпионат — Австрию и Швейцарию. Изображение национальных флагов этих двух стран введено в дизайн Europass, представленное в виде восьми серебристых колец, образованных австрийскими и швейцарскими флагами. По заявлению компании Adidas, чёрно-белая расцветка является отголоском стандартной расцветки футбольных мячей прошлых лет, в то время как тонкие линии подчеркивают его современное содержание. Двенадцать чёрных точек содержат в себе графические элементы, разработанные УЕФА в качестве дополнения к логотипу ЕВРО-2008.
Согласно сообщениям прессы, обобщенные результаты тестирования технологических и функциональных характеристик мяча, проведённые Университетом Лафборо в Англии и футбольной лабораторией Adidas в Шайнфельде, Германия, подтвердили качество мяча Europass, соответствующее современным требованиям.

## Технические новинки данной модели
- Adidas Europass является первым в мире футбольным мячом, в котором использована технология покрытия PSC-Texture («гусиная кожа») — особенная структура покрытия поверхности мяча, которая позволяет игрокам совершать более точные и мощные удары, а также подкручивать мяч, более точно контролируя его полёт при любых погодных условиях[1]. Профессиональные футболисты, попробовавшие его в деле, оценивают его гораздо выше предшественника — Roteiro[3].
- Покрышка мяча сходна конструкцией с более ранним Teamgeist и составляется из 14 деталей. Новый покрой позволяет сократить количество точек угловых стыковок трёх деталей на 60 % (60 у стандартного и 24 у Europass)[1]. Общая длина швов сократилась более чем на 15 %[1].